# Sông Lochkina
Sông Lochkina tiếng Nga: Лочкина, còn gọi là Ludvitsa (tiếng Nga: Лудвица) hay Ludva(tiếng Nga: Лудва) là một dòng sông ở Liên bang Nga tọa lạc tại tỉnh Pskov với chiều dài 51 cây số. Cửa sông nằm ở vị trí 6,3 cây số bên bờ trái của sông Chyornaya.